# Liste der Naturdenkmale in Dorsheim
Die Liste der Naturdenkmale in Dorsheim nennt die im Gemeindegebiet von Dorsheim ausgewiesenen Naturdenkmale (Stand 7. März 2024).

## Naturdenkmale
| Nr.         | Bezeichnung                | Lage                                         | Beschreibung | Bild                                    |
| ----------- | -------------------------- | -------------------------------------------- | --- | --------------------------------------- |
| ND-7133-418 | Eierfelsen im Trollbachtal | nordöstlich des Ortes; Flur Im Goldloch Lage | eiförmiger Bergrücken aus kalkreicher Schlammbrekzie aus dem Rotliegenden; flächenhaftes Naturdenkmal, sechs Teilflächen; teilweise auch zu Münster-Sarmsheim | Direkt Bild zu diesem Denkmal hochladen |